# Franz Michael von Wagner
Franz Michael von Wagner (* 20. August 1768 in Waldershof, Oberpfalz; † 27. April 1851 in München) war ein deutscher Montanist.

## Leben
Franz Michael von Wagner, erstes von neun Kindern des kurfürstlich privilegierten Zeugfabrikanten und Bürgermeisters Johann Adam Wagner sowie der Maria Barbara geborene Daubenmerkl, Abiturient am Gymnasium in Amberg, absolvierte in der Folge ein naturwissenschaftliches Studium an der herzoglichen Universität Ingolstadt.
Wagner erhielt 1791 seine erste Stelle als Berg- und Hüttenverwalter in Fichtelberg, 1794 wechselte er als Oberberggerichtsverweser nach Bergen im Chiemgau, 1803 wurde er zum Salinenadministrator in Reichenhall und Traunstein bestellt. 1806 wurde Wagner die Direktion des Oberbergamtes in Schwaz in Tirol übertragen, 1809 musste Franz Michael von Wagner aus Tirol fliehen, wurde im Anschluss nach München versetzt, wo der zum Oberstbergrat ernannte mit der Umorganisation sämtlicher Salzburgischer Berg- und Hüttenämter und zugleich mit der Übernahme der Hauptbuchhaltung betraut wurde. Franz Michael von Wagner wurde 1820 von König Max als Oberberg- und Salinenrat in das Kollegium der Generalbergwerks-, Salinen- und Münzadministration berufen. Im Jahr 1823 wurde er in der Nachfolge des verstorbenen Geheimrats Mathias von Flurl zum Direktor und Leiter, im Folgejahr als Generaladministrator zum Vorstand dieser höchsten Landesstelle ernannt. Seit 1824 war er außerordentliches Mitglied der Bayerischen Akademie der Wissenschaften.
Der 1849 in den Ruhestand verabschiedete Franz Michael von Wagner erwarb sich besondere Verdienste um die Entwicklung des bayerischen Bergwerks- und Hüttenwesens in der ersten Hälfte des 19. Jahrhunderts.

## Publikation
- Erinnerung an den Königlich baierischen Berginspections-Komissär, Assessor des ehemaligen Königl. Oberberg-Kommissariates des I. Hauptberg-Districtes Karl Franz Ludwig Schmitz, Finsterlin, 1825

## Ehrungen
Ein 1821 durch Johann Nepomuk Fuchs beschriebenes Mineral erhielt ihm zu Ehren den Namen Wagnerit.